# 计秋枫
计秋枫（1963年12月—2018年12月20日），男，中国国际关系史学者，南京大学历史学院教授，南京大学图书馆原馆长，南京大学历史学系原副主任。